# Regola delle fasi
La regola delle fasi (conosciuta anche come regola della varianza di Gibbs) permette di definire lo stato di equilibrio in un sistema eterogeneo.

## Definizione
Lo stato di equilibrio di un sistema è definito tramite un certo numero di coordinate termodinamiche di stato (parametri) che sono la temperatura T, la pressione P e le concentrazioni Ci delle singole specie chimiche i-esime componenti tale sistema, supposto all'equilibrio termodinamico. Questi parametri sono generalmente legati tra loro da una relazione matematica definita equazione di stato, come ad esempio l'equazione dei gas ideali ad un singolo componente. Dividendo i membri di questa equazione per il volume, otteniamo la forma:
{\displaystyle p-RTn_{V}=0}
dove nV è la concentrazione molare del gas, reciproco del volume molare.
Tale equazione fornisce una funzione parametrica del tipo:
{\displaystyle f(p,T,n_{V})=0}
Questa è la forma generale dell'equazione di stato per un sistema formato da un solo componente in una qualsiasi fase. Se si ha un sistema multifase e multicomponente si possono definire delle equazioni di stato per ciascuna fase, che legano le grandezze temperatura, pressione e concentrazione dei vari componenti presenti in quella stessa fase. Considerando che in un sistema all'equilibrio temperatura e pressione sono comuni ad ogni fase, per una generica fase f a C componenti si ha:
{\displaystyle f(T,P,{{\vec {n}}_{V}}^{f})=0}
Perciò se i componenti sono C e le fasi F, si hanno tante equazioni di stato quante sono le fasi.
Tutte le concentrazioni di un componente distribuito in più fasi sono tra loro legate, in modo che all'equilibrio la differenza di energia libera di Gibbs risulti eguale a zero. Ciò si tramuta nel fatto che è possibile utilizzare solo C concentrazioni, dalle quali è poi possibile dedurre tutte le concentrazioni di ogni singolo componente in ogni fase. In questo modo si ottiene un sistema di F equazioni in C+2 variabili:
{\displaystyle \left\{{\begin{matrix}f_{1}(p,T,{\vec {n}}_{V})=0\\f_{2}(P,T,{\vec {n}}_{V})=0\\\vdots \\f_{F}(P,T,{\vec {n}}_{V})=0\end{matrix}}\right.}
Se il numero di equazioni è uguale al numero di variabili, il sistema ammette solo un ben determinato valore per ciascun parametro di ogni componente in ogni fase.
Se il numero di variabili eccede il numero di equazioni, cioè se (C+2) > F, allora la differenza (C+2) - F rappresenterà il numero di variabili, necessarie e sufficienti, che è possibile fissare arbitrariamente per definire univocamente il sistema.
Tale differenza è definita varianza (o grado di libertà) ed è definita dalla relazione:
{\displaystyle \operatorname {\nu } =C-R-F+2}
dove:
- ν è la varianza o grado di libertà, cioè il numero di variabili che si possono modificare senza che nel sistema scompaiano una o più fasi (non si alteri l'equilibrio)
- C-R rappresenta il numero di componenti indipendenti del sistema
- F corrisponde al numero di fasi presenti nel sistema
- il valore 2 rappresenta le due variabili pressione e temperatura, ovvero il numero di variabili non composizionali, variabili termodinamiche che appunto definiscono completamente lo stato del sistema.

I componenti indipendenti del sistema (C-R) sono tutte le specie chimiche necessarie e sufficienti per definire esattamente la composizione di tutte le fasi del sistema oggetto di studio. Essi possono essere in numero inferiore rispetto ai componenti totali (C) del sistema, in quanto, nel caso in cui esistano R relazioni di equilibrio o vincoli fra le loro concentrazioni, è evidente che non tutti possono variare indipendentemente dagli altri, ma solo C-R. Ciò si ricava, in definitiva, dal fatto che la stechiometria della reazione stabilisce dei rapporti stechiometrici tra le specie tali da vincolare le loro quantità relative: in pratica basta conoscere solamente la quantità di una specie per ricavare quella dell'altra.

## Esempi pratici
- Si consideri l'equilibrio eterogeneo di dissociazione termica del cloruro d'ammonio in ammoniaca e cloruro d'idrogeno gassosi:

{\displaystyle NH_{4}Cl_{(s)}\rightleftharpoons NH_{3(g)}+HCl_{(g)}}
Sono presenti due fasi, la solida e la gassosa, e un solo componente indipendente, il NH4Cl(s), in quanto esiste una costante di equilibrio Kp e il rapporto stechiometrico fra ammoniaca e cloruro d'idrogeno è 1 : 1 (quindi C= 3 e R = 2). Applicando la regola delle fasi si ottiene ν = 1, cioè il sistema è monovariante. Visto che il componente indipendente è un solido puro che ha concentrazione costante (cfr. attività), ciò significa che se fissiamo arbitrariamente il parametro temperatura (o pressione) esiste solamente un determinato valore di pressione (o temperatura) alla quale può esistere l'equilibrio considerato.
Consideriamo adesso l'equilibrio precedente, ottenuto però stavolta aggiungendo nel recipiente di reazione oltre al cloruro d'ammonio anche una certa quantità di ammoniaca gassosa. Stavolta il vincolo stechiometrico 1 : 1 fra NH3(g) e HCl(g) viene a mancare e i componenti indipendenti (C - R) sono 2, il cloruro d'ammonio e uno qualsiasi tra l'ammoniaca e l'acido cloridrico. Applicando la regola delle fasi si ottiene un sistema bivariante: si possono modificare arbitrariamente due parametri senza alterare l'equilibrio.
- Consideriamo l'equilibrio eterogeneo di dissociazione del carbonato di calcio in ossido di calcio e biossido di carbonio:

{\displaystyle CaCO_{3(s)}\rightleftharpoons CaO_{(s)}+CO_{2(g)}}
Sono presenti due componenti indipendenti perché il vincolo stechiometrico 1 : 1 fra CaO(s) e CO2(g) non sussiste. Le fasi sono tre in quanto ogni fase solida (o liquida) pura rappresenta una fase a sé stante. La varianza risulta ν = 2+2-3 = 1: essendo la composizione gassosa sempre la stessa (è presente solamente biossido di carbonio in questa fase) è possibile variare solamente una tra la pressione e la temperatura senza alterare l'equilibrio esistente. Per variazioni di entrambi i parametri si può arrivare alla scomparsa di una fase.